# Melanopsidium nigrum
Melanopsidium es un género monotípico de plantas con flores perteneciente a la familia de las rubiáceas. Incluye una sola especie: Melanopsidium nigrum Colla (1824). Es nativa del este de Brasil.

## Distribución
Se distribuye por Brasil en Bahia, Espírito Santo y Río de Janeiro.

## Taxonomía
Melanopsidium nigrum fue descrita por Luigi Aloysius Colla y publicado en Hortus Ripulensis 88, en el año 1824.
Sinonimia
- Billiotia psychotrioides (Colla) DC.
- Cinchona pubescens Endl.
- Gardenia ferrea Vell.
- Pleurocarpus decemfidus Klotzsch
- Rhyssocarpus pubescens Endl.
- Viviania psychotrioides Colla[4]